# Louis Paul Cailletet
Louis Paul Cailletet (Châtillon-sur-Seine, 21 september 1832 – Parijs, 5 januari 1913) was een Frans natuurkundige en uitvinder. Gelijktijdig maar onafhankelijk van de Zwitser Raoul Pictet slaagde hij erin zuurstof vloeibaar te maken.

## Biografie
Cailletet studeerde in Parijs aan het Lycée Henry IV en het École des Mines. Aansluitend keerde hij terug naar Châtillon waar hij de dagelijkse leiding overnam in de ijzergieterij van zijn vader. In een poging de oorzaak te achterhalen waarom tempering van gietijzer soms mislukt ontdekte Cailletet dat bij het smelten van ijzer het in een onstabiele staat werd gebracht door de vrijkomende gassen uit het ijzer. Hij analyseerde de gassen uit de hoogovens die hem hielpen de rol van gassen te begrijpen tijdens de faseovergang van metalen. Dit bracht hem tot het werk om gassen vloeibaar te maken.
In 1877 slaagde Cailletet erin druppeltjes vloeibaar zuurstof te produceren door een andere methode te gebruiken dan Pictet, namelijk via het Joule-Thomson-effect. Met een compressor bracht hij gas in een stalen pijp op druk welke via hydraulische weg werd overgebracht op het te onderzoeken gas. Door bij het comprimeren de zuurstof af te koelen en vervolgens zeer snel te expanderen werd de zuurstof verder afgekoeld en ontstaat er als resultaat een mist van vloeibare zuurstof. Op 24 december zond Cailletet een telegram met zijn ontdekking naar de Académie des sciences in Parijs waar het diezelfde middag werd voorgelezen op de wekelijkse zitting. In 1884 werd Cailletet toegelaten als lid van dezelfde academie. Later ontwierp hij een kwikpomp die allerlei nadelen van een gewone compressor onderving.
Cailletets andere prestaties: de installatie van een 300 meter hoge manometer op de Eiffeltoren, hij deed onderzoek naar de luchtweerstand van vallende lichamen, voerde een studie uit naar zuurstofadem-apparaten voor hoogtebeklimming en ontwikkelde verscheidenen instrumenten waaronder automatische camera's, een altimeter en een luchtmonsterverzamelaar voor ballonstudie in de hogere atmosfeer.